# 奧克利 (伊利諾伊州)
奧克利（英語：Oakley）是位於美國伊利諾伊州梅肯縣的一個非建制地區。該地的面積和人口皆未知。

## 地理
奧克利的座標為39°52′34″N 88°48′21″W / 39.87611°N 88.80583°W，而該地的平均海拔高度為208米（即682英尺）。